# シイタケ属
シイタケ属（Lentinula）は、担子菌門のハラタケ綱ハラタケ目ホウライタケ科 に分類されるきのこの一属である。

## 定義
かさはまんじゅう形から平らに開き、初めは平滑・無毛であるが、ときに亀裂を生じ、あるいは鱗片状をなすことがある：ひだは密で直生ないし湾生、全縁あるいは微細な鋸歯状をなし、ときに柄の上端に流れる垂生歯を有し、しばしば生長に伴って柄から分離し、白色であるが成熟すればしばしば褐色ないし赤紫色を帯びることがある：柄は中心生あるいは偏心生（まれに側生）、円筒状あるいはやや偏圧されており、中実：被膜はクモの巣状ないし綿毛状、かさの縁に付着して残り、あるいは柄に不完全なつばとなる：肉はしまった肉質で白っぽく、傷つけても変色しない：組織はただ一種類の菌糸で構成された一菌糸型（モノミティック monomitic）で、個々の菌糸の壁はしばしば肥厚するとともに着色しており、隔壁部でくびれることがあり、多数のかすがい連結を備えている：胞子紋は白色を呈し、胞子は小形で楕円形ないし楕円状円筒形、ヨウ素溶液で染まらず、無色かつ薄壁：ひだの縁は稔性あるいは多数の縁シスチジアが密生して不稔帯を形成するが、縁シスチジアはあまり明瞭でない：側シスチジアはこれを欠く：ひだの実質部（ハイメノフォラル・トゥラマ Hymenophoral trama）は無色で、その構成菌糸は平行に並ぶ（整型：レギュラー regular）か、または互いに多少絡み合う（類整型：サブレギュラー subregular）：かさの表皮はあまり顕著に発達せず、かさの表面に平行に匍匐した菌糸からなる：熱帯ないし亜熱帯を中心に分布し、樹上生である。

## 分類学上の位置づけ
タイプ種はLentinula boryana (= L. cubensis) で、熱帯から亜熱帯を中心に分布するものとされている。
樹上生の生態や、強靭で腐りにくく、いったん乾燥しても吸水すれば再び原形に復する子実体の質とともに、非アミロイド性の胞子を有することから、ながらく マツオウジ属（Lentinus）の異名として扱われていた。しかし、子実体の組織が単純な一菌糸型であり、生態的には木材の白色腐朽を起こす（マツオウジ属においては、子実体は厚壁でかすがい連結を持たない菌糸を多数含んだ二菌糸型の組織構造を持ち、生態的には木材の褐色腐朽を起こす）ことなどを根拠としてマツオウジ属から分離され、独立した属として認められた。
科レベルの分類については、古くは広義のハラタケ科（ひだを有するきのこ全般を包含する）に置かれていたが、後にキシメジ科に移された。さらにマツオウジ属に併合されたままヒラタケ科に置かれたが、線虫捕捉能を持たないことから再び除外された。今日では、分子系統的解析結果をもとにホウライタケ科 （Marasimiaceae）の一員として扱われ、狭義のモリノカレバタケ属（Gymnopus ）やアカアザタケ属（Rhodocollybia）などと類縁関係を持つと考えられている。ちなみに、かつてシイタケが所属していたマツオウジ属は、現在サルノコシカケ科に移されている。

## 所属種
Lentinula aciculospora Mata and Petersen
かさは赤褐色を呈し、やや放射状に配列した小さなささくれ状鱗片を有する。ひだは密で柄に上生ないし直生しており、白色であるが古くなると赤褐色のしみを生じる。柄は白色（下部はしばしば赤褐色を帯びる）の地に暗色のささくれ状小鱗片を備え、中実で堅い。常緑のカシ類に生じ、タイプ標本はコスタリカ  で得られたものであるが、ニカラグアにも産する。胞子が細長い円筒形ないし舟形をなす ことで日本産シイタケ（およびシイタケ属の他の種）と区別され、日本産のシイタケや L. boryana あるいはL. raphanica との間では交配は成立しない。分子系統学的解析の結果 からは、アメリカ大陸産のシイタケ属（L. boryana ・L. raphanica など）と、環太平洋地域に分布するシイタケ属（シイタケ、L. lateritia、および L. novae-zelandiae）との中間に位置づけられるとされている。
Lentinula boryana (Berk. and Mont.) Pegler
かさは平滑あるいは多少の亀裂を生じ、幼時は帯黄白色（象牙色）であるが、しだいに中心部から褐色を帯びるにいたる。:先端が大きく球状に膨らんだ縁シスチジアを備え、柄の上部にも同様のシスチジアを有する。北アメリカの南部（ミシシッピ・ルイジアナなど）から南アメリカにかけて分布する。タイプ標本はブラジルで見出されたものである。分子系統解析の結果からは、属内においては比較的古く出現した祖先型であろうと推定されている。なお、ドミニカ共和国周辺の多くの島では、食用菌として利用されている。
Lentinula edodes (Berk.) Pegler （シイタケ）
Lentinula guarapiensis (Spegassini) Pegler
かさの径 1-3(-5) cm 程度の小形種で、かさは赤みを帯びた褐色を呈し、ほぼ平滑である。胞子は小形で、シイタケなどに比べて丸みを帯びている。パラグアイから唯一回だけ採集された のみで、その後の再記録は知られていない。
Lentinula lateritia (Berk.) Pegler
シイタケによく似るが、全体に小形で肉も薄く、柄も細くて貧弱であり、かさは赤みを帯びた褐色を呈する。顕微鏡的形質は、シイタケとほとんど変わらない。タイプ標本はオーストラリアで採集されたものである が、東南アジア（ボルネオ島キナバル山）やインドおよびブータンにも分布する。また、マレーシア（サバ州） やパプアニューギニア で採集されてシイタケと同定された菌も、本種を誤同定したものであるとされているインド東北部ではシイタケと混生している例が知られ、両者は交配可能であるという報告 もある。また、次のL. novae-zelandiae とも交配するという。
Lentinula novae-zelandiae (G. Stevenson) Pegler
シイタケに比べやや小さく、かさはより暗色であり、柄は多少立ち上がった赤褐色の繊維状鱗片を備えていること・胞子がやや細いことなどにおいて区別され、 ナンキョクブナ属などの樹上に発生する。タイプ標本はニュージーランド北島から得られたもの で、元来はニセホウライタケ属（Crinipellis）の菌として新種記載されたが、後には広義のモリノカレバタケ属（Collybia sensu lato）に移され、さらにシイタケ属に転属された。リボソームDNAを対象とした分子系統学的解析によれば、前種L lateritia とは比較的近年に分岐した種であろうとされる。なお、日本産のシイタケとの間で交配が可能であることから、両者を同一種とみなす意見もある。
L.entinus raphanica (Murr.) Meta and Petersen
北アメリカフロリダ産の標本をタイプとし、初めはナラタケ属Armillaria の一種として記載されたもので、原記載 によれば「かさは径4-7 cm程度で帯紫赤褐色を呈し、平滑無毛で縁に被膜片を着ける：肉は薄く、白色で傷つけても変色せず、少なくとも鮮時には無臭、ダイコンのような味がある：ひだは柄に直生し、幅狭くて密生し、ときに分岐することがあり、ほぼ白色：柄は下方に向かって細まり、白色（あるいは下部が褐色を帯びる）で繊維状あるいは微細な鱗片を有し、中実で強靭な軟骨質ないしいくぶん木質である：被膜は綿毛状で、かさの展開後には柄につばを形成しない：胞子はヨウ素溶液に反応せず、ひだにはシスチジアを欠く」とされているが、北アメリカおよびベネズエラ産の標本では縁シスチジアを備えることが確認されている。L. boryana の異名として扱う意見もあるが、L. boryana は縁シスチジアを欠く のに対し、本種には、不規則なこぶ状隆起を備えたシスチジアが存在するとされる。また、両者の間には交配が成立しないという。

## 除外された種
Lentinula reticeps (Mont.) Murr.
タイプ標本は、北アメリカ（オハイオ州）から得られたものであるという。のち、ウィスコンシン産の標本をもとにシイタケ属に編入された菌であるが、記載 によれば「かさは径3 cm 前後、その表面はいくぶん膠質で、著しく隆起した網目状ないし血管状のしわを備え、サケ肉色から帯赤桃色を呈し、縁は内側に巻き込む：肉も淡桃色：ひだは密で直生あるいは僅かに垂生し、柄に近い部分ではときに網目状に吻合しており、サケ肉色を呈する：柄は無毛平滑で白っぽく、下方に向かって黄褐色を帯び、基部は黒みがかっており、偏心生あるいは側生し、中実：胞子は無色・球状で、とげ状ないしいぼ状の突起におおわれ、径 5-7μmである」とされている。かさの表面の質や色調などに加え、胞子の形質からは、シイタケ属の種ではないと推定され、ホシアンズタケ（Rhodotus palmatus (Bull.: Fr.) Maire）の異名である可能性が高い。

## 種の保全状況評価
本属においてシイタケ（Lentinula edodes）が長野県で、絶滅寸前（CR：ごく近い将来における絶滅の危険性が極めて高い種）にカテゴライズされているが、具体的な保全手段については定められていない。